# 普明街道
普明街道，是中华人民共和国四川省绵阳市涪城区下辖的一个乡镇级行政单位。
原为高新区街道，2010年更名。。
2018年，绵阳市人民政府同意将普明街道办事处所辖安昌河以南区域析出，设置石桥街道办事处。调整后，普明街道办事处辖双碑、普明北路东段、火炬东街、三五三六、普明寺、三河堰、虹苑路、黄家祠、凝祥寺、普明北路西段、菩提寺11个社区和松林山1个村所属行政区域，普明街道办事处驻普明北路东段566号。
2020年5月15日，经涪城区人民政府同意将石桥铺村和石桥社区合并为石桥铺社区，同时设立石桥铺社区居民委员会。

## 行政区划
普明街道下辖以下地区：
普明寺社区、三河堰社区、黄家祠社区、凝禅寺社区、石桥社区、古泉社区、火炬东街社区、普明北路东段社区居民委员、三五三六工厂社区、虹苑路社区、双碑社区、菩提寺社区、普明北路西段社区、松林山村、梨园村和石桥铺村。